# Daniel Bachmann
Daniel Bachmann (sinh ngày 9 tháng 7 năm 1994) là một cầu thủ bóng đá chuyên nghiệp người Áo thi đấu ở vị trí thủ môn cho câu lạc bộ Watford tại EFL Championship và đội tuyển quốc gia Áo.